# Otacilia ping
Espèce
Otacilia ping est une espèce d'araignées aranéomorphes de la famille des Phrurolithidae.

## Distribution
Cette espèce est endémique du Jiangxi en Chine,. Elle se rencontre dans le xian de Yudu.

## Description
La femelle holotype mesure 4,44 mm.

## Systématique et taxinomie
Cette espèce a été décrite par Liu et Li en 2022.

## Étymologie
Son nom d'espèce lui a été donné en référence au lieu de sa découverte, le mont Ping.

## Publication originale
- Liu, Li, Zhang, Ying, Meng, Fei, Li, Xiao & Xu, 2022 : « Unknown species from China: the case of phrurolithid spiders (Araneae, Phrurolithidae). » Zoological Research, vol. 43, no 3, p. 352-355, Suppl. I : 5 p., Suppl. II : p. I-CCXX (texte intégral).